# Centaurea bracteata
Centaurea bracteata là một loài thực vật có hoa trong họ Cúc. Loài này được Benth. & Hook.f. mô tả khoa học đầu tiên năm 1873.